# Departamento de Buga
El departamento de Buga es un extinto departamento de Colombia. Fue creado el 5 de agosto de 1908 y perduró hasta el 1 de abril de 1910, siendo parte de las reformas administrativas del presidente de la república Rafael Reyes respecto a división territorial. El departamento duró poco, pues Reyes fue depuesto en 1909 y todas sus medidas revertidas a finales del mismo año, por lo cual las 34 entidades territoriales creadas en 1908 fueron suprimidas y el país recobró la división política vigente en 1905, desapareciendo entonces Buga como departamento y vuelto a depender de Popayán hasta la expedición de la ley del 16 de abril de 1910, fecha en la que nació el departamento del Valle del Cauca.

## División territorial
El departamento estaba conformado por las provincias vallecaucanas de Buga, Tuluá y Arboleda.
Los municipios que conformaban el departamento eran los siguientes, de acuerdo al decreto 916 del 31 de agosto del año 1908:
- Provincia de Buga: Buga (capital), El Cerrito, Guacarí y San Pedro.

- Provincia de Tuluá: Tuluá (capital), Bugalagrande, San Vicente y Zarzal.

- Provincia de Arboleda: Roldanillo (capital), Bolívar, Roldanillo, Hansanó, Toro, Yotoco y La Unión, más los municipios de Cartago y La Victoria añadidos tras la supresión del departamento de Cartago.